# Нуралы, Мадияр Бахтиярулы
Мадияр Бахтиярулы Нуралы (каз. Мәдияр Бақтиярұлы Нұралы; род. 20 января 1995, Бектобе, Жамбылская область) — казахстанский футболист, защитник клуба «Хан-Тенгри».

## Клубная карьера
Футбольную карьеру начинал в 2013 году в составе клуба «Лашын» в первой лиге.
В феврале 2015 года подписал контракт с клубом «Тараз». 7 марта 2015 года в матче против клуба «Шахтёр» Караганда дебютировал в казахстанской Премьер-лиге (0:0). 19 апреля 2017 года в матче против клуба «Кайрат» дебютировал в кубке Казахстана (0:2).

## Достижения
«Тараз»
- Серебряный призёр Первой лиги Казахстана: 2018

## Клубная статистика
| Игровая карьера | Игровая карьера | Игровая карьера | Лига | Лига | Кубок | Кубок | Межд. | Межд. | Др. | Др. |
| --------------- | --------------- | --------------- | ---- | ---- | ----- | ----- | ----- | ----- | --- | --- |
| 2015            | Тараз           | А               | 4    | 0    | —     | —     | —     | —     | —   | —   |
| 2016            | Тараз           | А               | 17   | 0    | —     | —     | —     | —     | —   | —   |
| 2017            | Тараз           | А               | —    | —    | 1     | 0     | —     | —     | —   | —   |
| 2018            | Тараз           | Б               | 31   | 0    | 3     | 0     | —     | —     | —   | —   |
| 2019            | Тараз           | А               | 12   | 0    | 2     | 0     | —     | —     | —   | —   |
| 2020            | Тараз           | А               | 1    | 0    | —     | —     | —     | —     | —   | —   |
| 2021            | Тараз-Каратау   | Б               | 18   | 2    | —     | —     | —     | —     | —   | —   |
| 2022            | Тараз-Каратау   | Б               | 17   | 3    | —     | —     | —     | —     | —   | —   |